# Tereza Martincová
Tereza Martincová (ur. 24 października 1994 w Pradze) – czeska tenisistka.

## Kariera tenisowa
Zawodową karierę na kortach rozpoczęła w lipcu 2010 roku, biorąc udział w turnieju rangi ITF w Wiesbaden. W lipcu 2013 zadebiutowała w turnieju rangi WTA, przegrywając w trzeciej rundzie kwalifikacji Sony Swedish Open z Anastasią Grymalską 3:6, 2:6. Dwa tygodnie później po raz pierwszy wystąpiła w drabince głównej imprezy WTA – podczas turnieju w Baku wygrała w pierwszej rundzie z Oksaną Kalasznikową, a w kolejnej uległa Tadeji Majerič 6:7(5), 3:6. W kwietniu 2014 wygrała swój pierwszy turniej w grze pojedynczej rangi ITF w Heraklionie.
W lipcu 2015 osiągnęła ćwierćfinał turnieju we Florianópolis, pokonując po drodze Quirine Lemoine i Ajlę Tomljanović. Trzy tygodnie później wystąpiła na US Open, ulegając w pierwszej rundzie kwalifikacji Nao Hibino 3:6, 4:6.
W sezonie 2021 osiągnęła finał zawodów w Pradze. Przegrała w nim 2:6, 0:6 z Barborą Krejčíkovą.
W sezonie 2022 osiągnęła finał zawodów w Melbourne. Razem z Majar Szarif uległy Bernardzie Perze i Kateřinie Siniakovej 2:6, 7:6(7), 5–10. Tydzień później wspólnie z Markétą Vondroušovą przegrały w finale w Adelaide z deblem Eri Hozumi–Makoto Ninomiya 6:1, 6:7(4), 7–10. We wrześniu odniosła pierwsze turniejowe zwycięstwo w grze podwójnej, wygrywając razem z Martą Kostiuk zawody w Portorožu. W finale pokonały Cristinę Bucșę i Terezę Mihalíkovą 6:4, 6:0.

## Finały turniejów WTA
| Legenda                   | Legenda |
| ------------------------- | ------- |
| Wielki Szlem              |         |
| Igrzyska olimpijskie      |         |
| WTA Tour Championships    |         |
| od 2021                   |         |
| WTA 1000 (obowiązkowe)    |         |
| WTA 1000 (nieobowiązkowe) |         |
| WTA 500                   |         |
| WTA 250                   |         |
| WTA 125                   |         |

### Gra pojedyncza 1 (0–1)
| Końcowy wynik | Nr | Data          | Turniej | Nawierzchnia | Przeciwniczka      | Wynik finału |
| ------------- | -- | ------------- | ------- | ------------ | ------------------ | ------------ |
| Finalistka    | 1. | 18 lipca 2021 | Praga   | Twarda       | Barbora Krejčíková | 2:6, 0:6     |

### Gra podwójna 3 (1–2)
| Końcowy wynik | Nr | Data             | Turniej   | Nawierzchnia | Partnerka           | Przeciwniczki                    | Wynik finału      |
| ------------- | -- | ---------------- | --------- | ------------ | ------------------- | -------------------------------- | ----------------- |
| Finalistka    | 1. | 9 stycznia 2022  | Melbourne | Twarda       | Majar Szarif        | Bernarda Pera Kateřina Siniaková | 2:6, 7:6(7), 5–10 |
| Finalistka    | 2. | 14 stycznia 2022 | Adelaide  | Twarda       | Markéta Vondroušová | Eri Hozumi Makoto Ninomiya       | 6:1, 6:7(4), 7–10 |
| Zwyciężczyni  | 1. | 18 września 2022 | Portorož  | Twarda       | Marta Kostiuk       | Cristina Bucșa Tereza Mihalíková | 6:4, 6:0          |

## Wygrane turnieje rangi ITF
| turnieje z pulą nagród 100 000 $ |
| turnieje z pulą nagród 75 000 $  |
| turnieje z pulą nagród 50 000 $  |
| turnieje z pulą nagród 25 000 $  |
| turnieje z pulą nagród 15 000 $  |
| turnieje z pulą nagród 10 000 $  |

### Gra pojedyncza (4)
|    | Data       | Turniej     | Naw.     | Przeciwniczka      | Wynik       |
| 1. | 13/04/2014 | Heraklion   | Twarda   | Pernilla Mendesová | 6:4, 6:4    |
| 2. | 28/06/2015 | Lenzerheide | Ceglana  | Nastja Kolar       | 6:3, 6:4    |
| 3. | 14/10/2018 | Óbidos      | Dywanowa | Katarzyna Kawa     | 7:6(3), 6:3 |
| 4. | 01/06/2019 | Essen       | Ceglana  | Paula Badosa       | 6:2, 7:6(4) |